# Herminia simplicicornis
Herminia simplicicornis là một loài bướm đêm trong họ Noctuidae.